# موسم العواصف الأوروبية 2021-2022
موسم العواصف الريحية الأوروبية 2021–22 كان المرة السابعة التي يتم فيها تسمية العواصف الأوروبية موسمياً في أوروبا. هذا الموسم هو الثالث الذي تشارك فيه هولندا، إلى جانب وكالات الأرصاد الجوية في أيرلندا والمملكة المتحدة المجموعة الغربية. شمل الموسم عاماً من 1 سبتمبر إلى 31 أغسطس، باستثناء مجموعة شرق البحر المتوسط التي تأخرت شهراً واحداً. تعاونت وكالات الأرصاد الجوية البرتغالية والإسبانية والفرنسية والبلجيكية مرة أخرى، للمرة الخامسة، وانضم إليهم وكالة الأرصاد الجوية اللوكسمبورغية المجموعة الجنوبية الغربية. هذا الموسم هو الأول الذي تسمي فيه اليونان وفلسطين وقبرص مجموعة شرق البحر المتوسط، وإيطاليا وسلوفينيا وكرواتيا والجبل الأسود ومقدونيا الشمالية ومالطا مجموعة وسط البحر المتوسط العواصف التي أثرت على مناطقها.

## الخلفية والتسمية
في عام 2015، أعلنت هيئة الأرصاد الجوية البريطانية وميت إيرين عن مشروع تجريبي لتسمية تحذيرات العواصف كجزء من مشروع أطلق اسمًا على عواصفنا للعواصف الريحية وطلبت من الجمهور تقديم اقتراحات. أنتجت مكاتب الأرصاد الجوية قائمة كاملة بالأسماء للفترة 2015–2016 حتى 2017–2018، مشتركة بين المملكة المتحدة وأيرلندا، مع مشاركة هولندا اعتباراً من عام 2019 فصاعداً. ستستند الأسماء في المملكة المتحدة إلى خدمة التحذير من الطقس القاسي الوطني، عندما يُقدر أن العاصفة لديها إمكانية إصدار تحذير برتقالي استعد أو أحمر اتخذ إجراءً خطر على الحياة.
هناك قوائم تسمية إقليمية متعددة: إحداها أنشأتها الوكالات الوطنية للأرصاد الجوية في المملكة المتحدة وأيرلندا وهولندا، وأخرى أنشأتها الوكالات المكافئة من فرنسا وإسبانيا والبرتغال وبلجيكا ولوكسمبورغ. شهد هذا الموسم إضافة مجموعتين في جنوب وجنوب شرق أوروبا، مجمعة على طول البحر الأبيض المتوسط. كما في السنوات السابقة، احتفظت الأعاصير الأطلسية السابقة بأسمائها كما تم تعيينها من قبل المركز الوطني للأعاصير في الولايات المتحدة. من خريف 2021، تم تضمين الأسماء الصادرة عن خدمات الأرصاد الجوية الأخرى على خرائط برلين ويتيركارت وجامعة برلين الحرة باستخدام البادئة .

## المجموعة الغربية المملكة المتحدة، أيرلندا، هولندا
تم اختيار الأسماء التالية لموسم 2021–2022 في المملكة المتحدة وأيرلندا وهولندا.
| عاصفة أروين عاصفة بارابارا كوري عاصفة دادلي دادلي عاصفة يونيس يونيس عاصفة فرانكلين فرانكلين غلاديس | هيرمان إيماني جاك كيم لوغان ميبه نسيم | أولوين بول روبي شون تينيكي | فيرجيل ويليمين |

## المجموعة الجنوبية الغربية فرنسا، إسبانيا، البرتغال، بلجيكا، لوكسمبورغ
كانت هذه السنة الخامسة التي تسمي فيها وكالات الأرصاد الجوية في فرنسا وإسبانيا والبرتغال العواصف التي أثرت على مناطقها. تداخل مخطط التسمية جزئياً مع ذلك المستخدم من قبل المملكة المتحدة وأيرلندا وهولندا، حيث تم استخدام العواصف المسماة من قبل المجموعة الأخرى من الوكالات بشكل متبادل.
| عاصفةأورور عاصفة بلاس سيليا دييغو إيفيلين فابيو جورجيا | هانس إيزابيل | جان-لويس كونستانتينا لوكاس مرجان نيكولاي | أوداليس باريس رادا ستيفانو تاييمي فلاديمير واليس |

## مجموعة شرق البحر المتوسط اليونان، فلسطين، قبرص
كانت هذه السنة الأولى التي تسمي فيها وكالات الأرصاد الجوية في اليونان وفلسطين وقبرص العواصف التي أثرت على مناطقها. تداخل مخطط التسمية جزئياً مع ذلك المستخدم من قبل فرنسا وإسبانيا والبرتغال وبلجيكا ولوكسمبورغ، حيث تم استخدام العواصف المسماة من قبل المجموعة الأخرى من الوكالات بشكل متبادل.
| عاصفة أثينا عاصفة بالوس عاصفة كارمل ديوميديس عاصفة إلبيس فيليپوس جينيسيس | هليوس إيريت كاليبسو لافي ميليتي نيكياس أورا | باريس رافائيل سيميلي توماس يورانيا فيون زينيوس | ياسمين زيفيروس |

## مجموعة وسط البحر المتوسط إيطاليا، سلوفينيا، كرواتيا، الجبل الأسود، مقدونيا الشمالية، مالطا
كانت هذه السنة الأولى التي تسمي فيها وكالات الأرصاد الجوية في إيطاليا وسلوفينيا وكرواتيا والجبل الأسود ومقدونيا الشمالية ومالطا العواصف أو الأعاصير السابقة التي أثرت على مناطقها. تم استخدام العواصف أو الأعاصير المسماة من قبل المجموعات الأخرى من الوكالات بشكل متبادل.
| إعصار أبولو بيانكا سيريل ديانا إينيا فيدرا غوران | هيرا إيفان لينا ماركو نادا أولي باندورا | ريمو ساندرا تيودور أورسولا فيتو زورا |  |

## المجموعة الشمالية آيسلندا، الدنمارك، النرويج، فنلندا، السويد
استراتيجية التسمية للمجموعة الشمالية آيسلندا، الدنمارك، النرويج، فنلندا، السويد تختلف قليلاً عن المجموعات الأخرى، حيث لا يتم الإعلان عن الأسماء مسبقاً لمنع استخدام الأسماء قبل أن تتأهل العاصفة رسمياً. تم استخدام العواصف أو الأعاصير السابقة المسماة من قبل المجموعات الأخرى من الوكالات بشكل متبادل، ما لم تكن الأسماء المستخدمة في المجموعات الأخرى غير قابلة للنطق باللغة المحلية. ومع ذلك، إذا تم استخدام عاصفة من المجموعة الشمالية لتجاوز عاصفة أخرى مثل يونيس، لم تتم إضافتها إلى إجمالي العواصف في موسم العواصف الريحية الأوروبية 2021–22، حيث كانت نفس العواصف بأسماء مختلفة. كان هذا هو الحال بالنسبة لعاصفة يونيس، التي سميت نورا في الدنمارك وبالتالي لا يتم إدراج الاسم الأخير أدناه.
| عاصفة مالك |

## ملخص الموسم

مجموعات EUMETNET تسمي القوائم حسب اللون

جميع العواصف المسماة من قبل المنظمة الأرصاد الجوية في أوروبا من مناطق التنبؤ الخاصة بهم. وكذلك الأعاصير الأطلسية والعواصف التي تحولت إلى عاصفة ريحية أوروبية واحتفظت باسمها كما عينه المركز الوطني للأعاصير في ميامي، فلوريدا

## العواصف

### عاصفة أثينا كريستيان
تشكل منخفض جوي في 4 أكتوبر في غرب البحر المتوسط وسُمي كريستيان من قبل جامعة برلين الحرة. سُميت العاصفة أثينا من قبل الهيئة الوطنية للأرصاد الجوية اليونانية في 6 أكتوبر وتكثفت عند وصولها إلى جنوب إيطاليا في 8 أكتوبر. ثم مر النظام إلى بحر إيجة قبل أن يتلاشى في التاسع.
في وسط إيطاليا، تسببت أثينا في هطول أمطار قياسية في ليغوريا مع 496 مم في سافونا في 6 ساعات فقط، محطمة الرقم القياسي البالغ 472 مم في نوفمبر 2011. تحولت الطرق الرئيسية في جزيرة كورفو إلى أنهار، وغمرت الأقبية، وحدثت انقطاعات للتيار الكهربائي، وحدثت انهيارات أرضية صغيرة وتطلبت تدخلات رجال الإطفاء مع أمطار الجبهة العاصفة التي سبقت النظام.

### عاصفة بالوس
سُميت عاصفة بالوس من قبل الهيئة الوطنية للأرصاد الجوية اليونانية في 13 أكتوبر، وتم الإبلاغ عن أمطار غزيرة وفيضانات في أثينا في 15 أكتوبر وبعض الجزر. تم التنبؤ بأمطار غزيرة في 15 أكتوبر في شرق مقدونيا وتراقيا وإنذار أحمر مع أمطار غزيرة وعواصف رعدية شديدة في جزر شمال إيجة.

### عاصفة أورور هندريك
تطورت عاصفة، سُميت هندريك من قبل جامعة برلين الحرة في 16 أكتوبر، فوق شمال المحيط الأطلسي. سُمي منخفض آخر يتطور جنوب أيرلندا أورور من قبل ميتيو فرانس في 20 أكتوبر. بعد عبور جنوب إنجلترا في الليلة التالية، ولدت أورور رياحاً جنوبية غربية قوية جداً وأمطاراً غزيرة من بريتاني إلى غراند إيست في فرنسا، ثم أوروبا الوسطى حيث اندمجت مع هندريك فوق أوروبا الغربية. تم إصدار إنذار برتقالي للرياح من قبل خدمات الأرصاد الجوية في أوروبا الغربية، وحتى أحمر لأجزاء من جنوب وشرق ألمانيا. وصل النظام إلى شمال روسيا في 22 أكتوبر وتلاشى في شمال سيبيريا في اليوم التالي.
جلبت أورور/هندريك هبات رياح واسعة النطاق من 100 إلى 120 كم/س (62 إلى 75 ميل/س؛ 54 إلى 65 عقدة) من شمال فرنسا إلى شرق ألمانيا وما بعدها، ووصلت سرعات إلى 175 كم/س (109 ميل/س؛ 94 عقدة؛ 49 م/ث) في فيكامب في نورماندي. عطلت الأشجار المتساقطة خدمة القطار في عدة دول. لمس إعصاران قمعيان الأرض في هولندا، في بريتاني (فرنسا)، تم الإبلاغ عن ثلاثة أعاصير قمعية محتملة في بلوزفيت، ريك سور بيلون و كيرناسكلادن. وفي ألمانيا، لمس إعصار قمعي آخر الأرض بالقرب من كيل.
قُتل أربعة أشخاص في بولندا. تم الإبلاغ عن وفاة واحدة في ألمانيا. وواحدة أخرى في المملكة المتحدة. فقد حوالي 250,000 عميل الكهرباء في فرنسا و275,000 في جمهورية التشيك.

### إعصار أبولو
كان إعصار أبولو إعصاراً متوسطياً شبيه بالأعاصير المدارية أثر على العديد من البلدان على ساحل البحر الأبيض المتوسط، وخاصة إيطاليا وليبيا. قتلت العاصفة ما لا يقل عن 5 أشخاص وتركت شخصين آخرين في عداد المفقودين بسبب الفيضانات من الإعصار، في بلدان تونس، الجزائر، مالطا، وإيطاليا، حيث تم الشعور بأسوأ الآثار، خاصة في جزيرة صقلية.
حوالي 22 أكتوبر 2021، تشكلت منطقة من العواصف الرعدية المنظمة بالقرب من جزر البليار، وأصبح الاضطراب أكثر تنظيماً وتطور إلى منطقة منخفضة الضغط حوالي 24 أكتوبر. في اليوم التالي، بدأ المنخفض في تطوير مركز دوران منخفض المستوى، وانتقل إلى بحر تيرين. في 28 أكتوبر، أصبح النظام أكثر تنظيماً وتكثيفاً، مما دفع مكاتب التنبؤ في أوروبا إلى تسمية المنخفض. أطلق الخدمة الأرصاد الجوية الإيطالية على العاصفة اسم أبولو (الذي تبنته بعد ذلك جامعة برلين الحرة). في 29 أكتوبر 2021، مرت سفينة في البحر الأبيض المتوسط عبر أبولو وقاست سرعة رياح قصوى تبلغ 104 كم/س (29 م/ث؛ 56 عقدة) وضغط 999.4 هـبا (29.51 inHg)، مما يشير إلى أن أبولو لا يزال يتقوى. بعد أن قام أبولو بأقرب اقتراب له من صقلية خلال ساعات الليل من 29 أكتوبر، بدا أن أبولو بدأ في الضعف حيث خفت قوته وانكشف مركز دورانه منخفض المستوى على صور الأقمار الصناعية المرئية في 30 أكتوبر 2021، في 31 أكتوبر 2021، هبط أبولو بالقرب من البيضاء وبقي في الداخل حتى ظهر فوق البحر المتوسط بعد ساعات قليلة.ثم، في 2 نوفمبر، تلاشى قبالة ساحل تركيا.
تسببت الأمطار الغزيرة من الإعصار وسلفه في هطول أمطار غزيرة وفيضانات في تونس، الجزائر، جنوب إيطاليا، ومالطا، مما أسفر عن مقتل 5 أشخاص وترك شخصين آخرين في عداد المفقودين. كانت الفيضانات شديدة بشكل خاص في مقاطعات كاتانيا وسرقوسة، في شرق صقلية.

### عاصفة بلاس
في 5 نوفمبر، بدأت الوكالة الإسبانية للأرصاد الجوية تتبع منخفضاً بالقرب من جزر البليار وسمته بلاس. تم إصدار إنذار برتقالي لهذه الجزر، للظواهر الساحلية والمطر. تم إعلان شمال كتالونيا منطقة برتقالية، حيث هبت رياح قوية من الداخل من نافار الإسبانية وأراغون. أصدرت ميتيو فرانس أيضاً إنذاراً أصفر لـأود وبيرينيه أورينتال للرياح، وكذلك كورسيكا للمطر.
بينما توقف النظام بين سردينيا وجزر البليار في 8 نوفمبر، توقعت تعزيزاً خلال اليومين التاليين وحافظت على تنبيهاتها. في الساعة 00:00 بالتوقيت العالمي المنسق في 11 نوفمبر، كان النظام مرة أخرى قريباً جداً من جزر البليار. بعد ضرب الجزر مرة أخرى، ضعفت العاصفة ببطء بينما انجرفت مرة أخرى نحو الجنوب الشرقي. في 14 نوفمبر، انعطف الإعصار شمالاً، مروراً فوق سردينيا وكورسيكا، قبل أن ينعطف مرة أخرى نحو الجنوب الغربي في 15 نوفمبر ويمر فوق سردينيا مرة أخرى، بينما يتعزز في هذه العملية. في 16 نوفمبر، انعطف بلاس شرقاً مرة أخرى، مروراً جنوب سردينيا مباشرةً وتوجهاً نحو إيطاليا، قبل أن يتلاشى فوق بحر تيرين في 18 نوفمبر.
في 6 نوفمبر، سجلت هبات رياح 75 كم/س (21 م/ث؛ 40 عقدة) في إس ميركادال و95 كم/س (26 م/ث؛ 51 عقدة) في منارة كابديبيرا في جزر البليار حيث ضربت أمواج 8 م (26 قدم) الساحل. عُزلت مينوركا عن العالم بعد إغلاق موانئ ماون وسيوتاديلا. في 9 و10 نوفمبر، جلبت بلاس مرة أخرى رياحاً عالية وأمطاراً غزيرة إلى جزر البليار، مما تسبب في 36 حادثة على الأقل، معظمها فيضوانات وانهيارات أرضية وانقطاعات للتيار الكهربائي. كان لا بد من إنقاذ أحد أفراد الطاقم بعد كسر سارية قاربه الشراعي، تاركاً القارب يتجه 80 كـم (43 nmi) غرب سولير.
في 6 نوفمبر، تم الإبلاغ عن عمود مائي في مليلية، وهي جيب إسباني على ساحل المغرب. في فرنسا، لوحظت هبات رياح 140 كم/س (39 م/ث؛ 76 عقدة) في 7 نوفمبر عند كاب بيار، وكذلك 111 كم/س (31 م/ث؛ 60 عقدة) في ليوكات و100 كم/س (28 م/ث؛ 54 عقدة) في لوزينيان كوربيير.
تسببت العاصفة في طقس قاسٍ على الساحل الجزائري مع أمطار استثنائية. في 9 نوفمبر، انهار مبنى في الجزائر بعد هطول أمطار غزيرة على المدينة، مما أسفر عن مقتل ثلاثة أشخاص. في 11 نوفمبر، تسبب المطر الغزير المستمر على الجزائر في انهيار أرضي آخر على منازل في حي رايس حميدو، مما أسفر عن مقتل ثلاثة أشخاص آخرين.
من 8 إلى 11 نوفمبر، تسببت الأحزمة الحملية المرتبطة بالعاصفة في 3 وفيات في صقلية.

### عاصفة أروين
سُميت عاصفة أروين من قبل هيئة الأرصاد الجوية البريطانية في 25 نوفمبر 2021. تم إصدار تحذيرات حمراء للرياح لأجزاء شمال شرق المملكة المتحدة، بالإضافة إلى تحذيرات كهرمانية وصفراء واسعة النطاق لمعظم اسكتلندا، أيرلندا الشمالية، ويلز ومعظم إنجلترا. كما تم التنبؤ بأمواج خطيرة تسبب اضطراباً لخدمات العبارات. في الساعة 17:00 بالتوقيت العالمي المنسق في 26 نوفمبر، أغلقت شبكة السكك الحديدية خطوط السكك الحديدية شمال بيرويك أبون تويد وتوقفت عن تشغيل القطارات شمال نيوكاسل. علقت أكثر من 120 شاحنة في ثلوج كثيفة على ام 62 في مانشستر الكبرى، حيث أغلق الطريق السريع من قبل الشرطة بينما قادت الجرافات والجرارات جهود الإنقاذ. أغلقت العاصفة شبكة مترو تاين آند وير بالكامل التي قالت في بيان "هذه أسوأ عاصفة شتوية تضرب المترو في 41 عاماً من العمليات".
تم الإبلاغ عن عشرات الحوادث من قبل وكالات الشرطة في جميع أنحاء المملكة المتحدة، وأغلقت العديد من الطرق بسبب سقوط الأشجار أو الثلوج، وفقد أكثر من 130,000 منزل الكهرباء في ليلة باردة في الشمال.
توفي رجل في بلدة أنتريم في أيرلندا الشمالية عندما اصطدمت به شجرة ساقطة في سيارته. أصيب رجل آخر بضربة قاتلة من شجرة ساقطة في كمبريا وتوفي ثالث بعد أن اصطدمت به شجرة ساقطة في أبردينشاير.
أثرت البثوث المباشرة وتصوير أنا مشهور... أخرجني من هنا! في 26 و27 و28 نوفمبر في قلعة غويرش في ويلز نتيجة للعاصفة.

### عاصفة بارا هاري
سُميت عاصفة بارا من قبل ميت إيرين وهيئة الأرصاد الجوية البريطانية في 5 ديسمبر 2021 وسُميت هاري من قبل جامعة برلين الحرة. أكدت ميت إيرين أن العاصفة سُميت على اسم مذيع الطقس في بي بي سي أيرلندا الشمالية بارا بيست. جلبت العاصفة رياحاً قوية وأمطاراً عبر معظم أيرلندا والمملكة المتحدة في 6 و7 ديسمبر، مع تحول المطر إلى ثلوج عبر شمال إنجلترا واسكتلندا. سجلت سرعة الرياح حتى 43 م/ث (97 ميل/س) قبالة ساحل جنوب أيرلندا.

### عاصفة كارمل
سُميت عاصفة كارمل من قبل الهيئة الوطنية للأرصاد الجوية اليونانية في 16 ديسمبر 2021. في إسرائيل، توفي شخص بسبب حادث سيارة، وتوفي ثلاثة آخرون بسبب انخفاض حرارة الجسم، ليصل عدد القتلى إلى أربعة بينما أصيب رجل بجروح خطيرة من شجرة ساقطة. تم وضع تحذيرات من الفيضانات في فلسطين وسقط الثلج في الجبال.

### عاصفة ديوميديس دورين
سُميت عاصفة ديوميديس من قبل الهيئة الوطنية للأرصاد الجوية اليونانية في 10 يناير 2022 وسُميت دورين من قبل جامعة برلين الحرة في اليوم التالي. أسقطت العاصفة تساقطاً للثلوج يصل إلى 56 سم على المناطق الجبلية بالقرب من لاميا، إلى جانب أمطار غزيرة على اليونان مما تسبب في فيضان بعض الأنهار، مع رياح تصل إلى 10 على مقياس بوفورت.